# California Historical Landmark

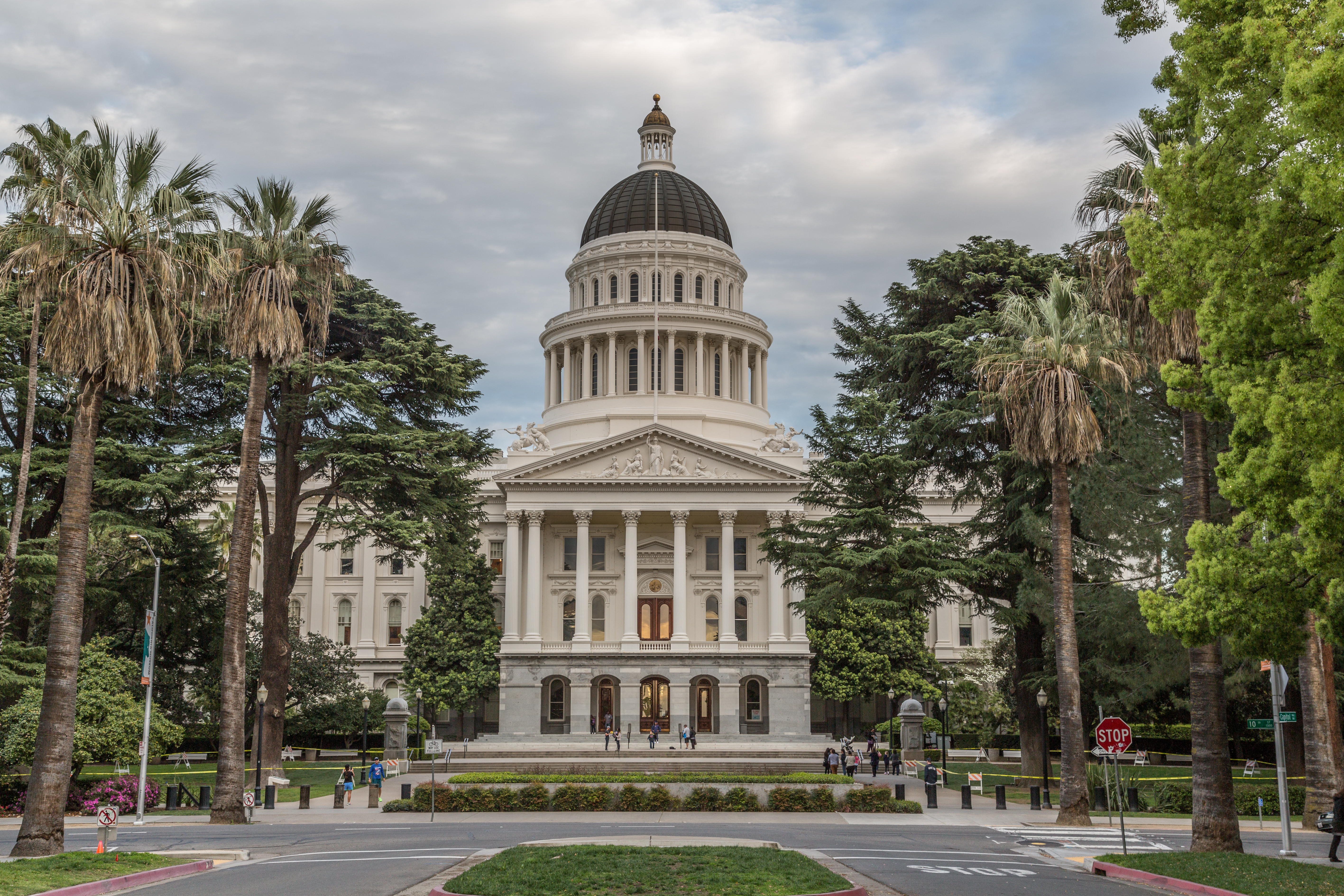
Das California State Capitol, eine von Kaliforniens meistbesuchten Historical Landmarks

Eine California Historical Landmark (CHL) (historisches Wahrzeichen Kaliforniens) ist ein Objekt (ein Ort, ein Gebäude, ein Merkmal oder ein Ereignis) in Kalifornien, das als Wahrzeichen von landesweiter historischer Bedeutung klassifiziert wurde.

## Kriterien
Zur Klassifizierung als California Historical Landmark muss mindestens eines der folgenden Kriterien erfüllt sein:
1. Erstes, letztes, einziges oder bedeutendstes Objekt seiner Art in Kalifornien oder in einer großen geografischen Region innerhalb Kaliforniens (Nord-, Zentral- oder Südkalifornien);
2. Bezug zu einer Einzelperson oder einer Gruppe mit tiefgreifendem Einfluss auf die Geschichte Kaliforniens; oder
3. Herausragendes Beispiel für eine Epoche, einen Stil, eine architektonische Bewegung oder ein Bauwerk; oder das in einer Region besterhaltene Werk einer Person, die als Pionier in den Bereichen Architektur, Design oder Bauwesen gilt.

## Andere Bezeichnungen
California Historical Landmarks ab Nummer 770 werden automatisch im California Register of Historical Resources aufgeführt.
Eine Stätte, ein Gebäude, ein Merkmal oder ein Ereignis das von lokaler Bedeutung (auf Orts- oder County-Ebene) ist, kann als California Point of Historical Interest klassifiziert werden.

## Galerie

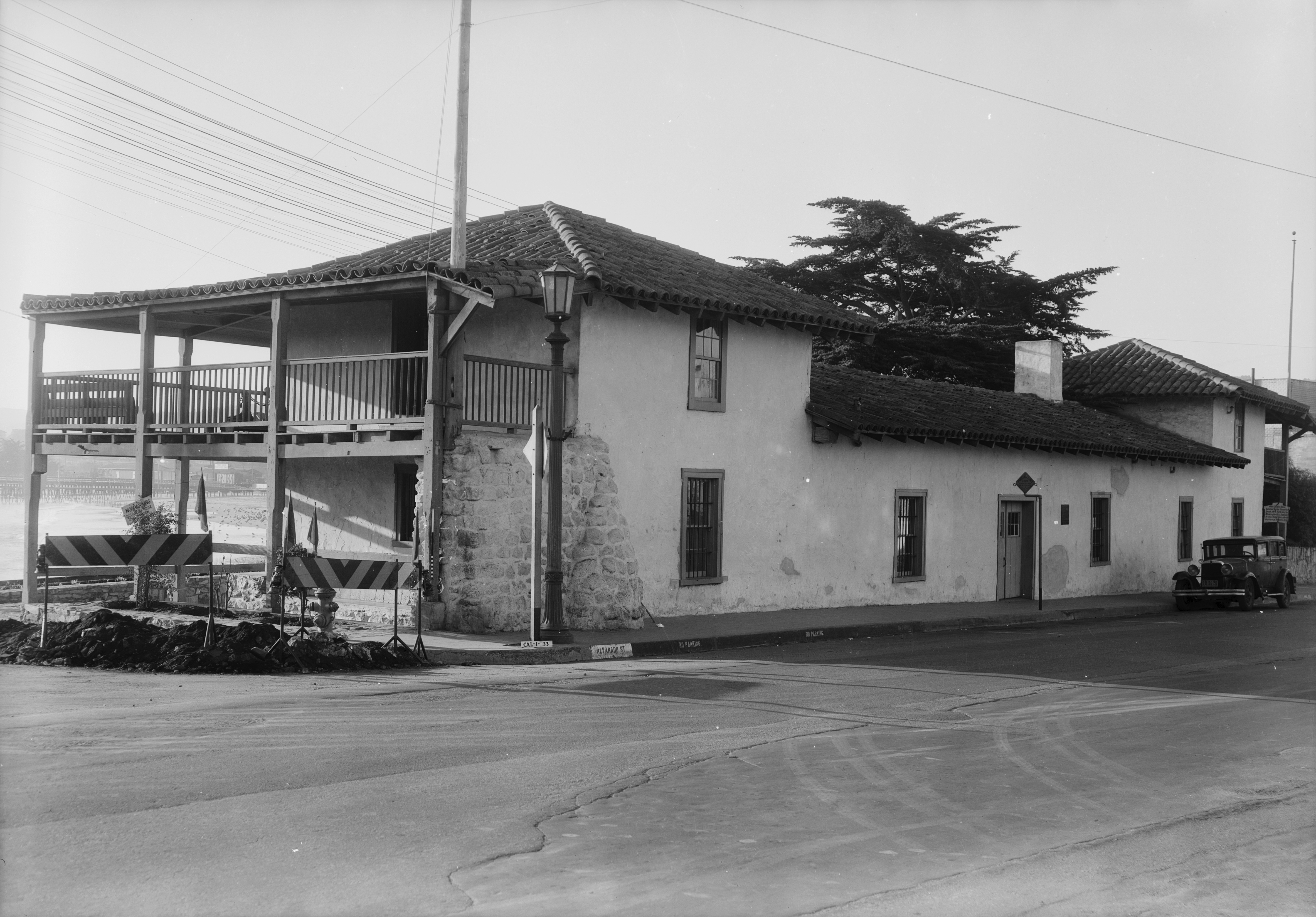
Old Customhouse in Monterey, Kalifornien
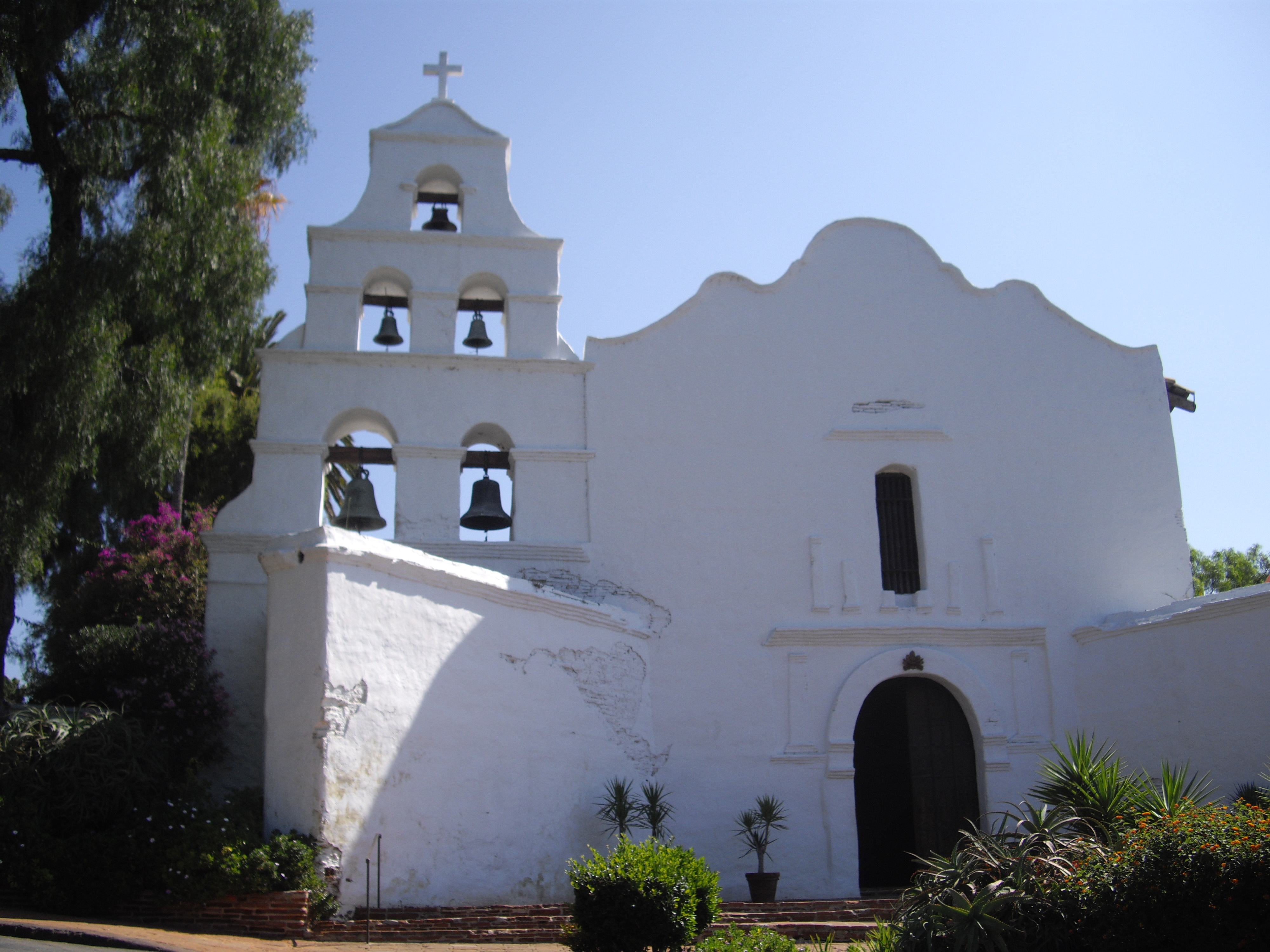
Mission San Diego de Alcalá in San Diego
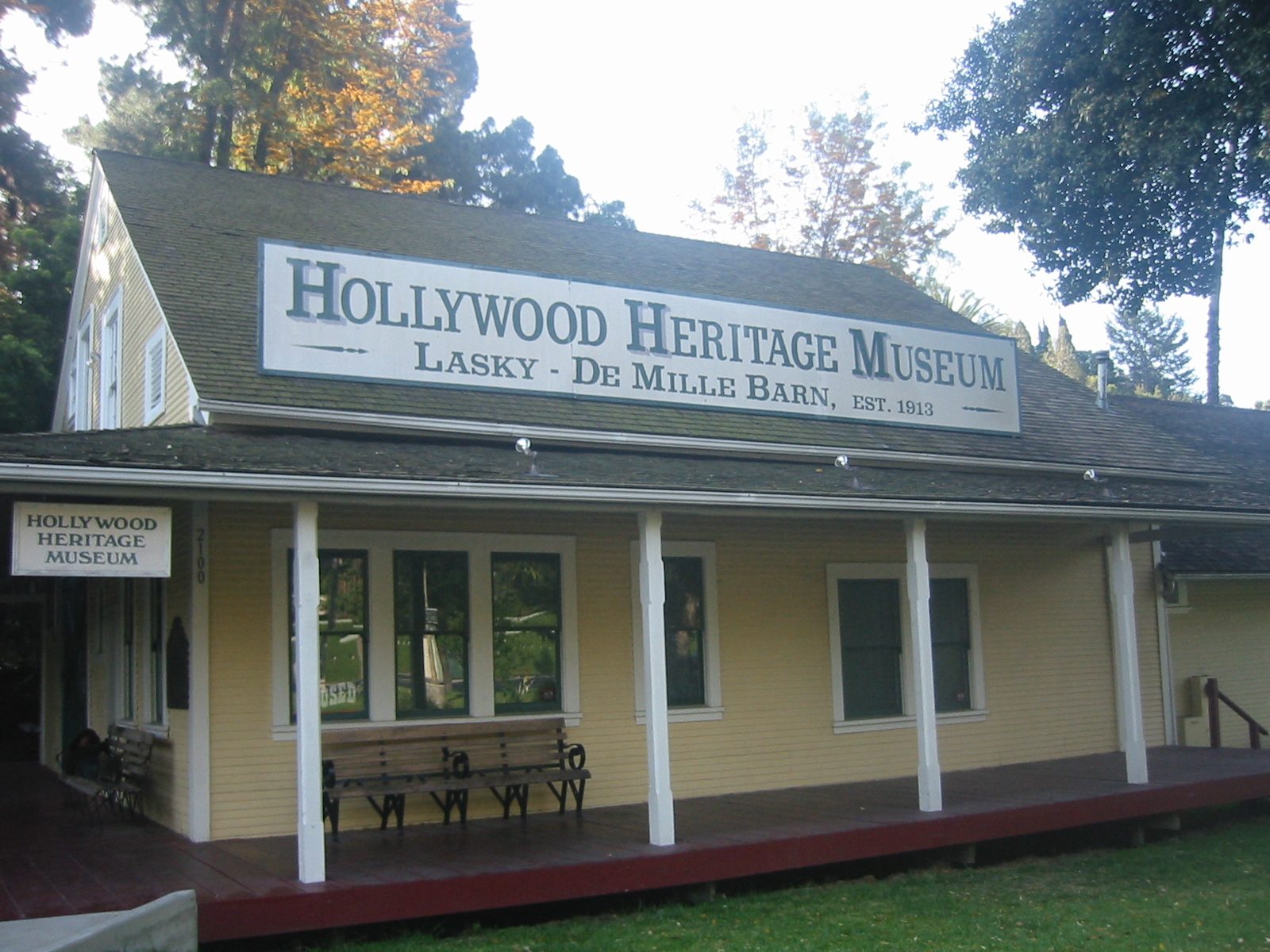
Cecil B. DeMille Studio Barn in Hollywood
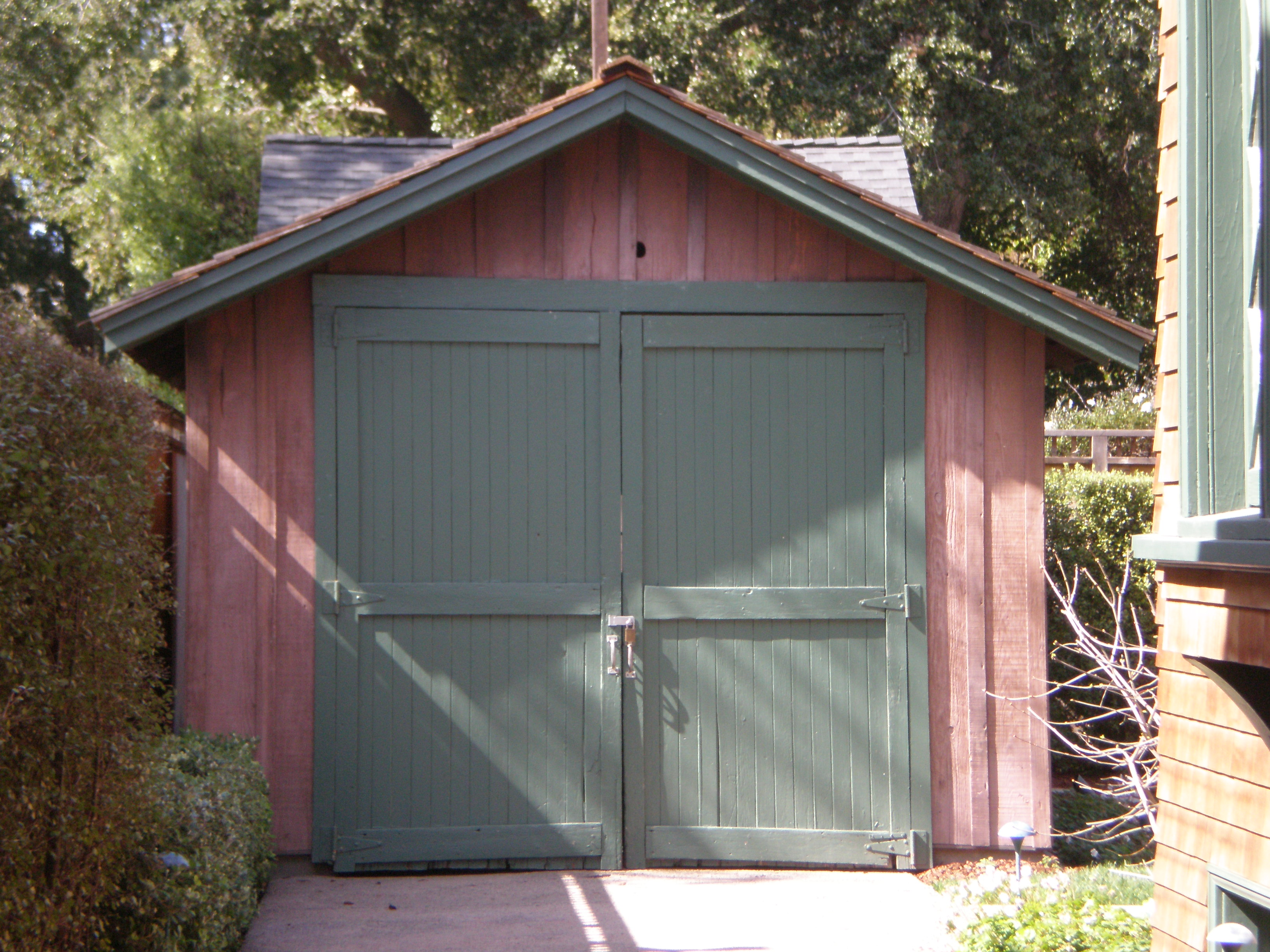
HP Garage in Palo Alto
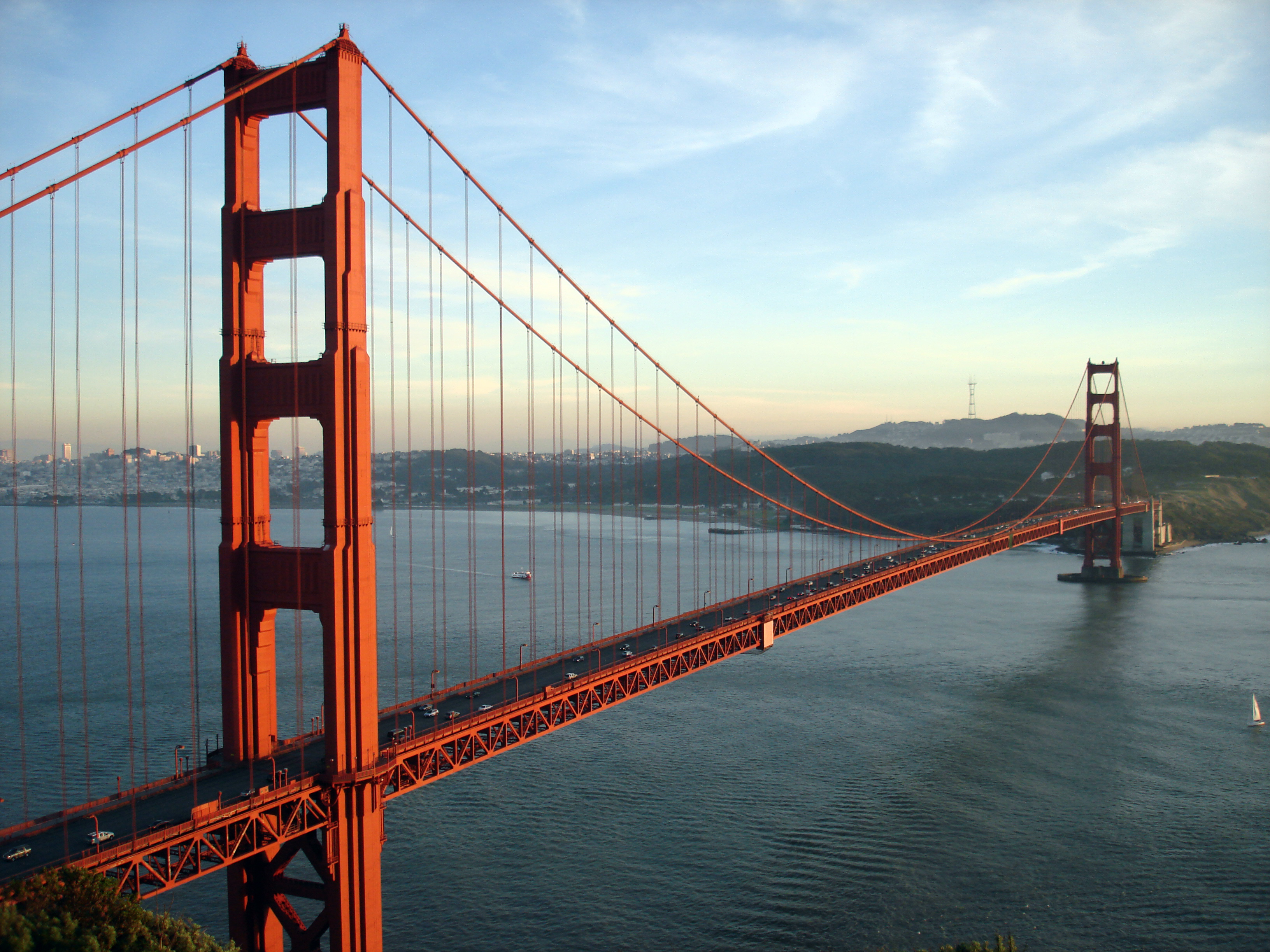
Golden Gate Bridge in San Francisco
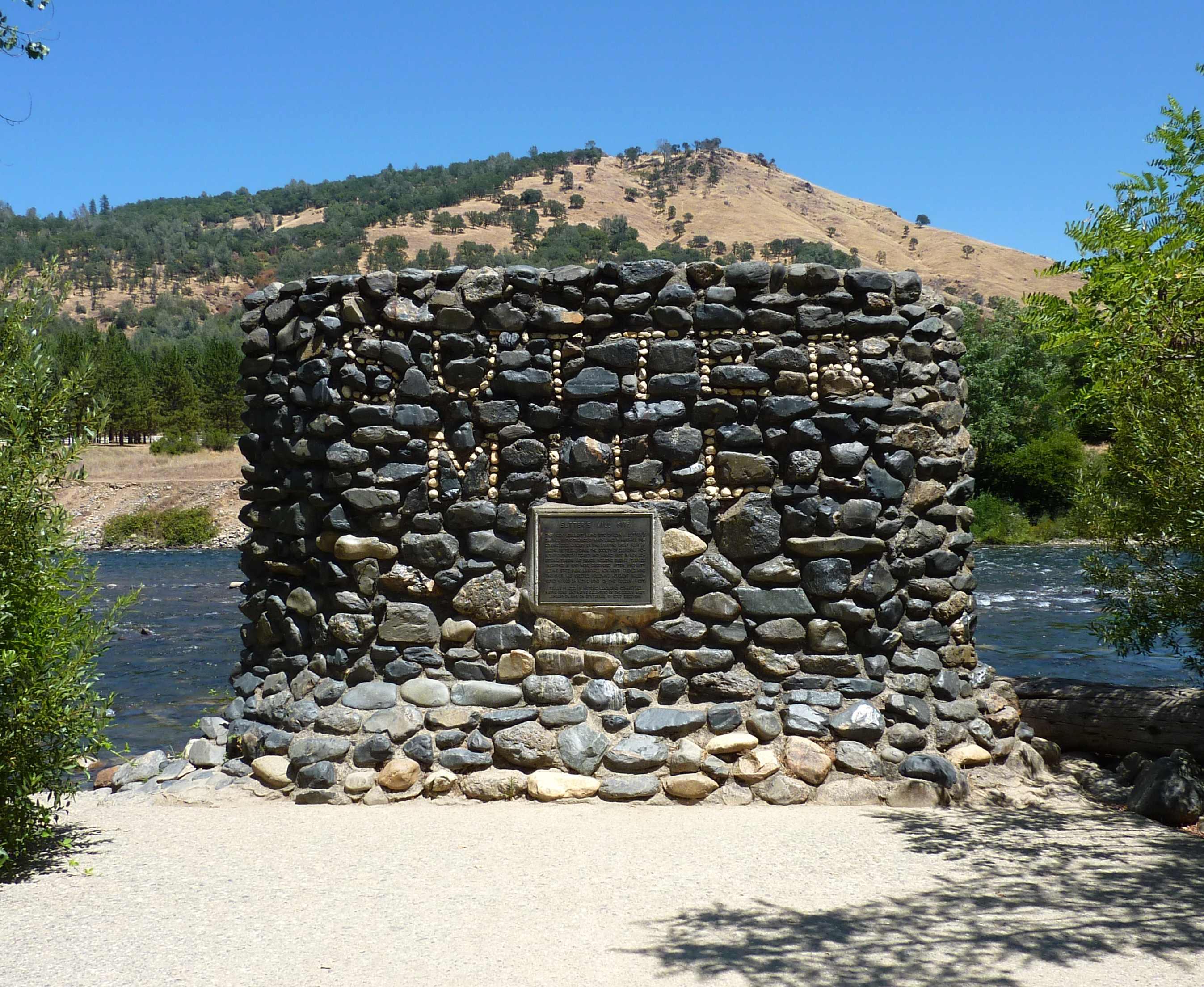
Sutter’s Mill nahe Coloma (Kalifornien)
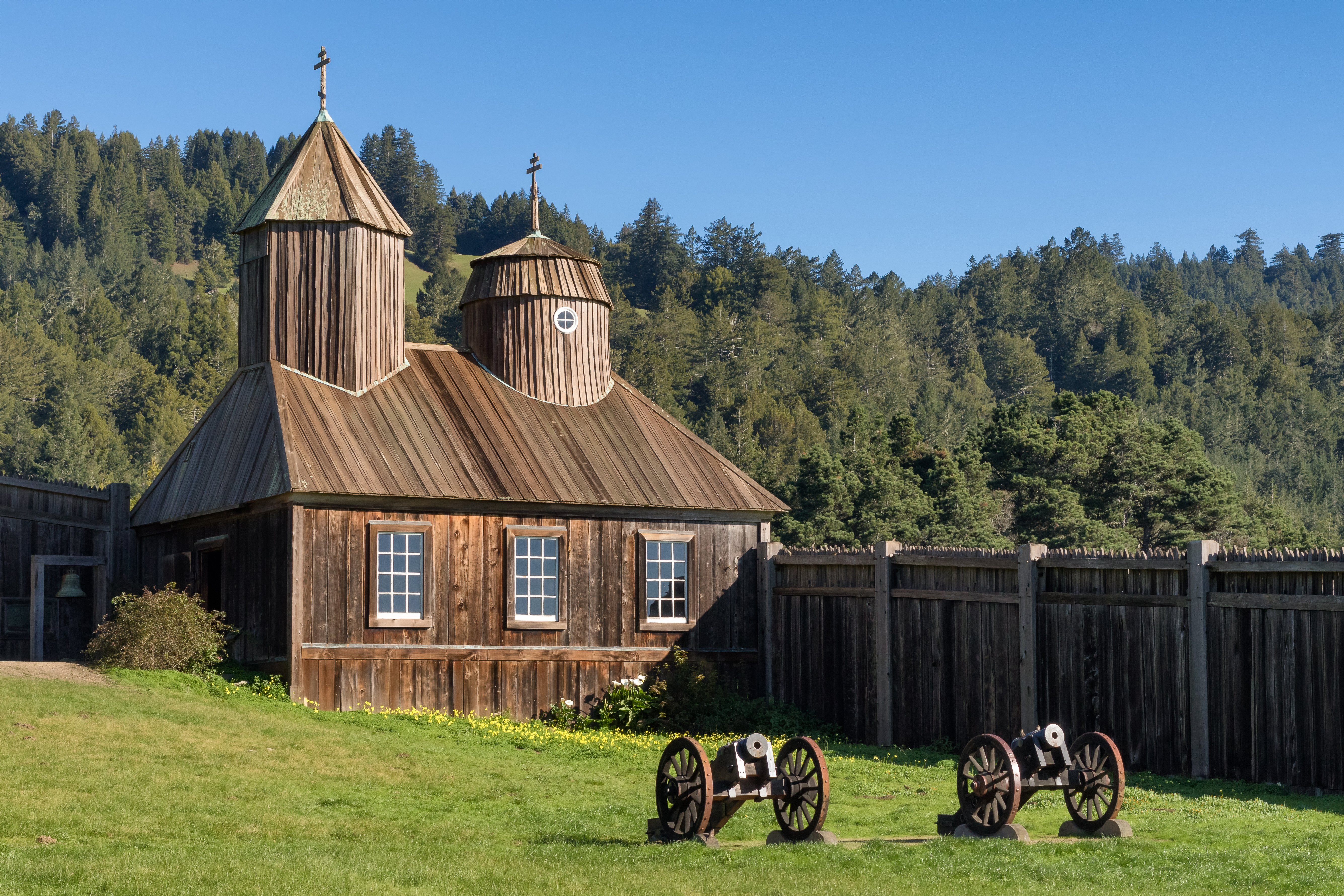
Fort Ross im Sonoma County
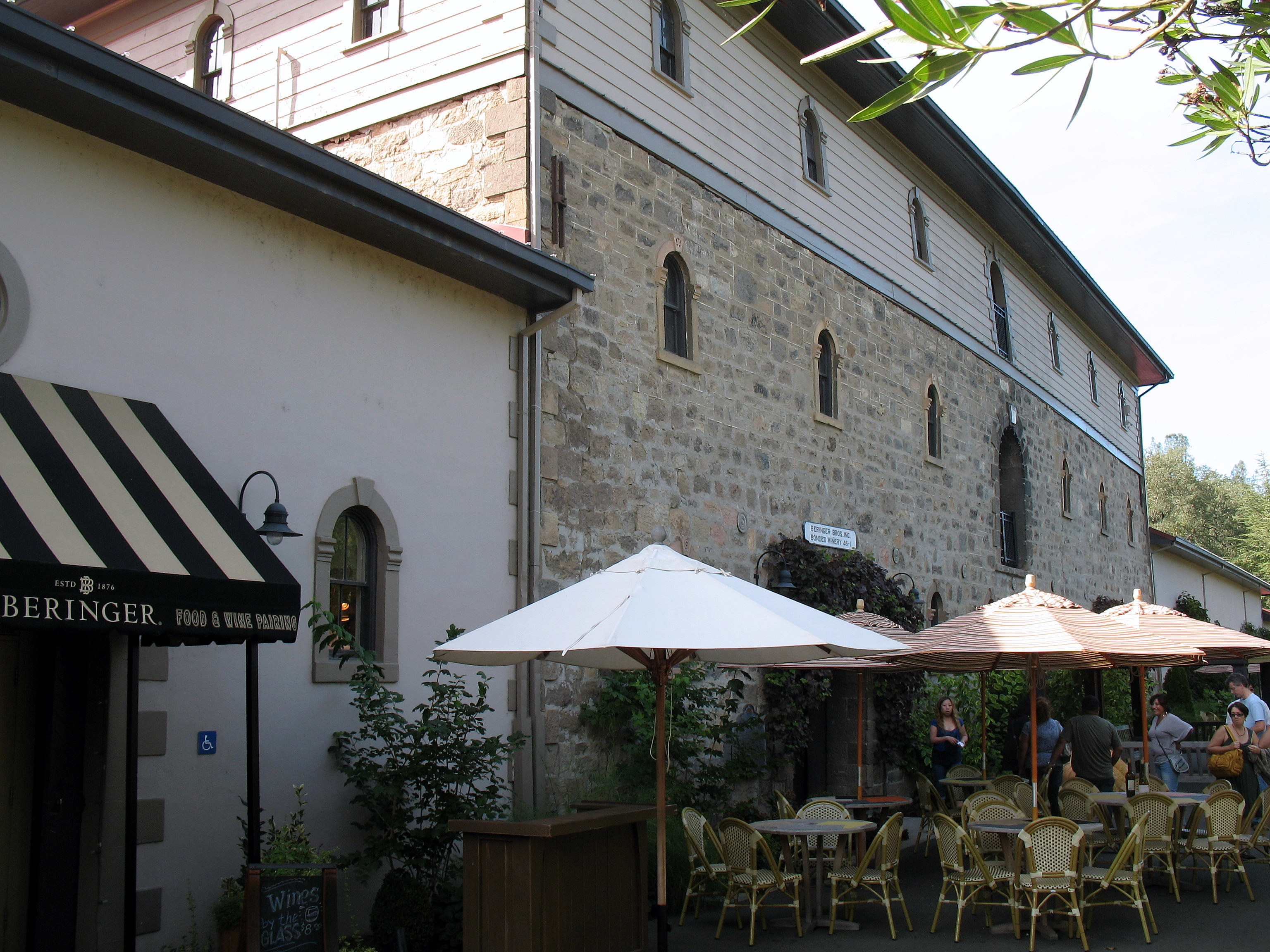
Beringer Vineyards im Napa County
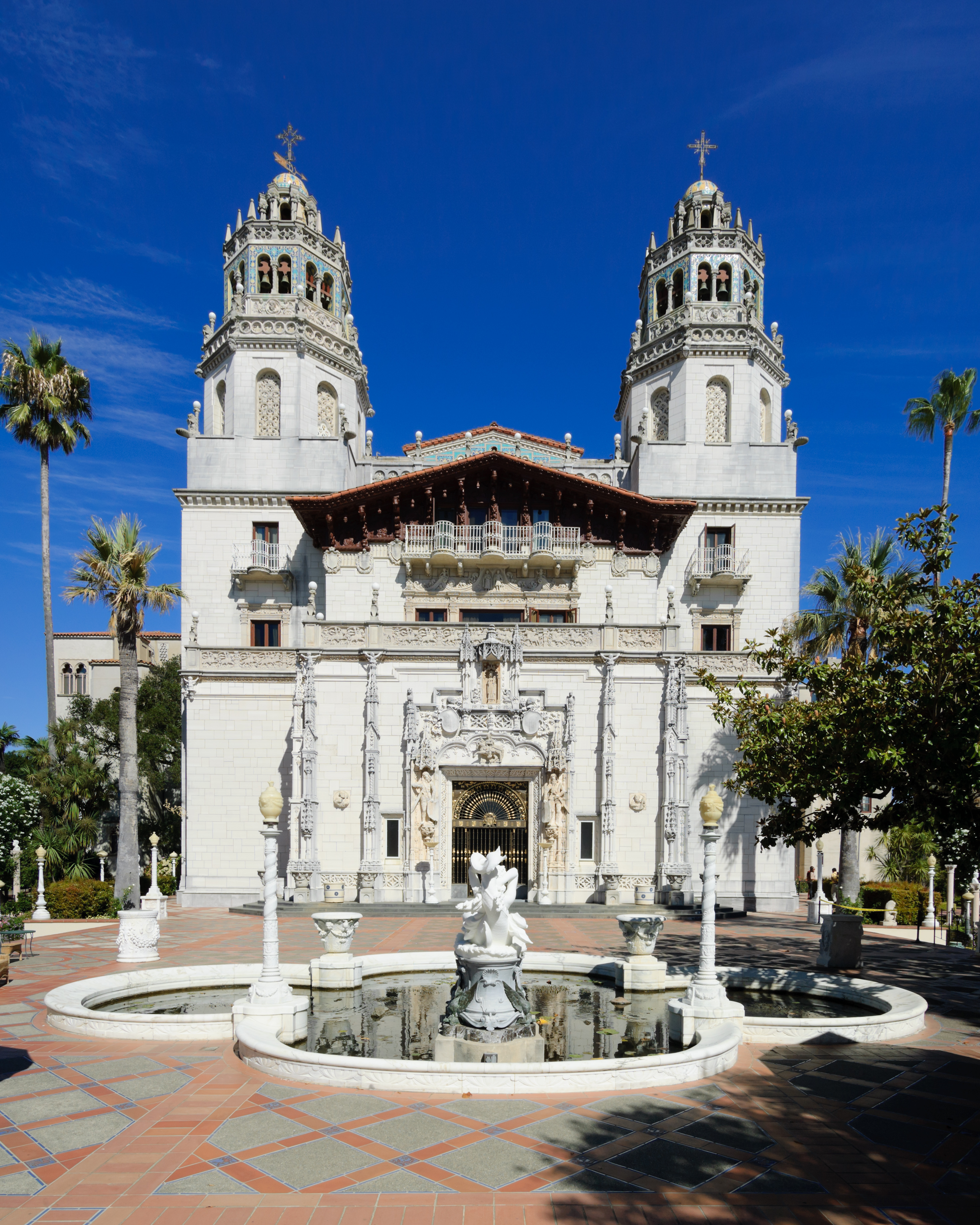
Hearst Castle nahe San Simeon (Kalifornien)
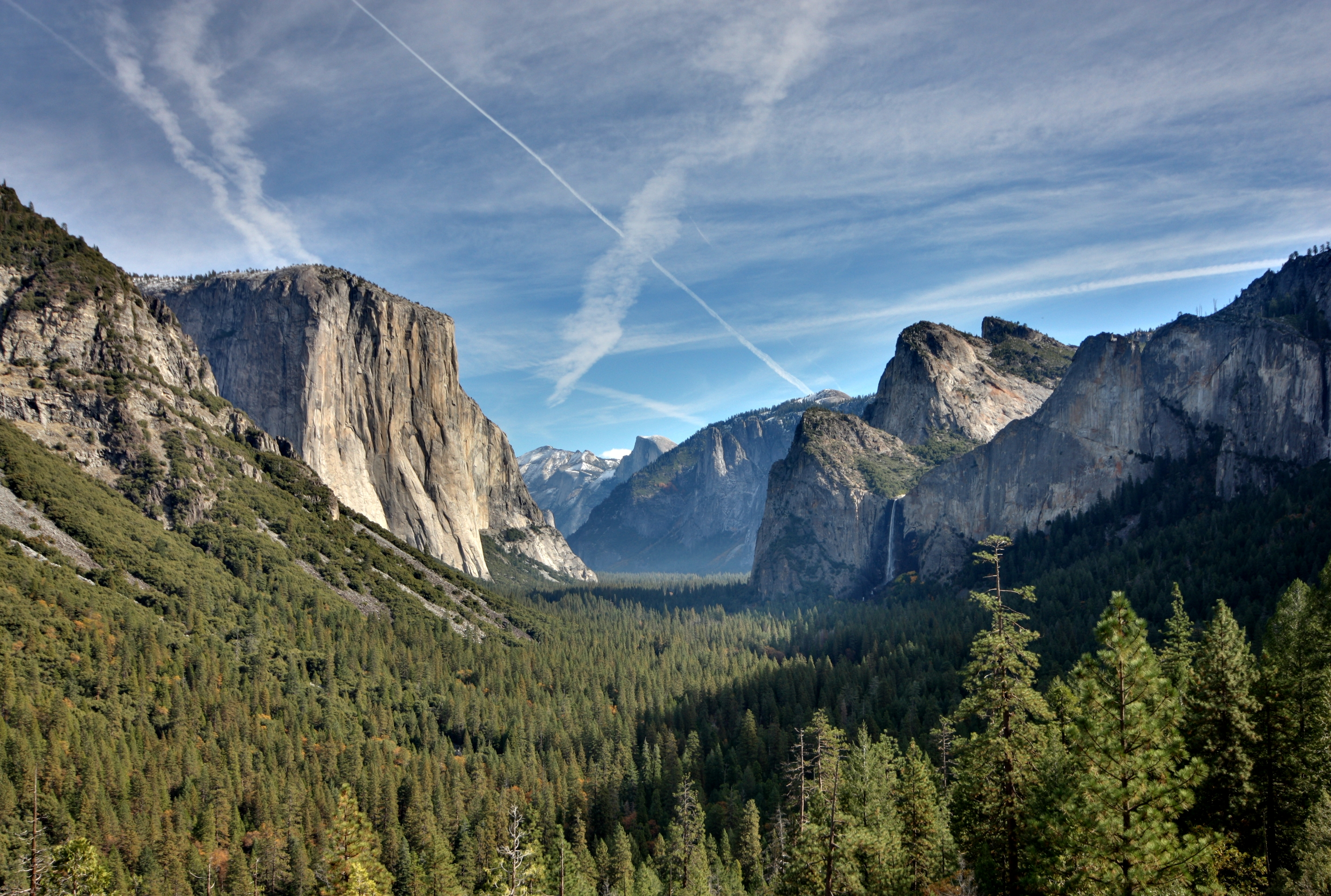
Yosemite Valley
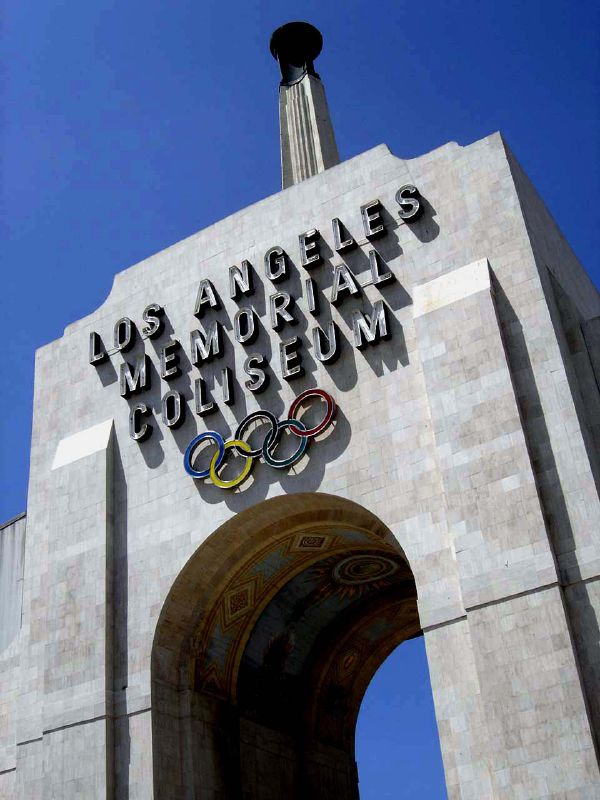
Los Angeles Memorial Coliseum
Vom California Manual on Uniform Traffic Control Devices vorgegebenes Format für Straßenschilder, die auf California Historical Landmarks hinweisen